# François Faure (Widerstandskämpfer)
François Faure (geboren 21. Februar 1897 in Paris; gestorben 29. Juni 1982 in Fleury-Mérogis) war ein französischer Widerstandskämpfer  während der Deutschen Besetzung Frankreichs im Zweiten Weltkrieg.

## Leben

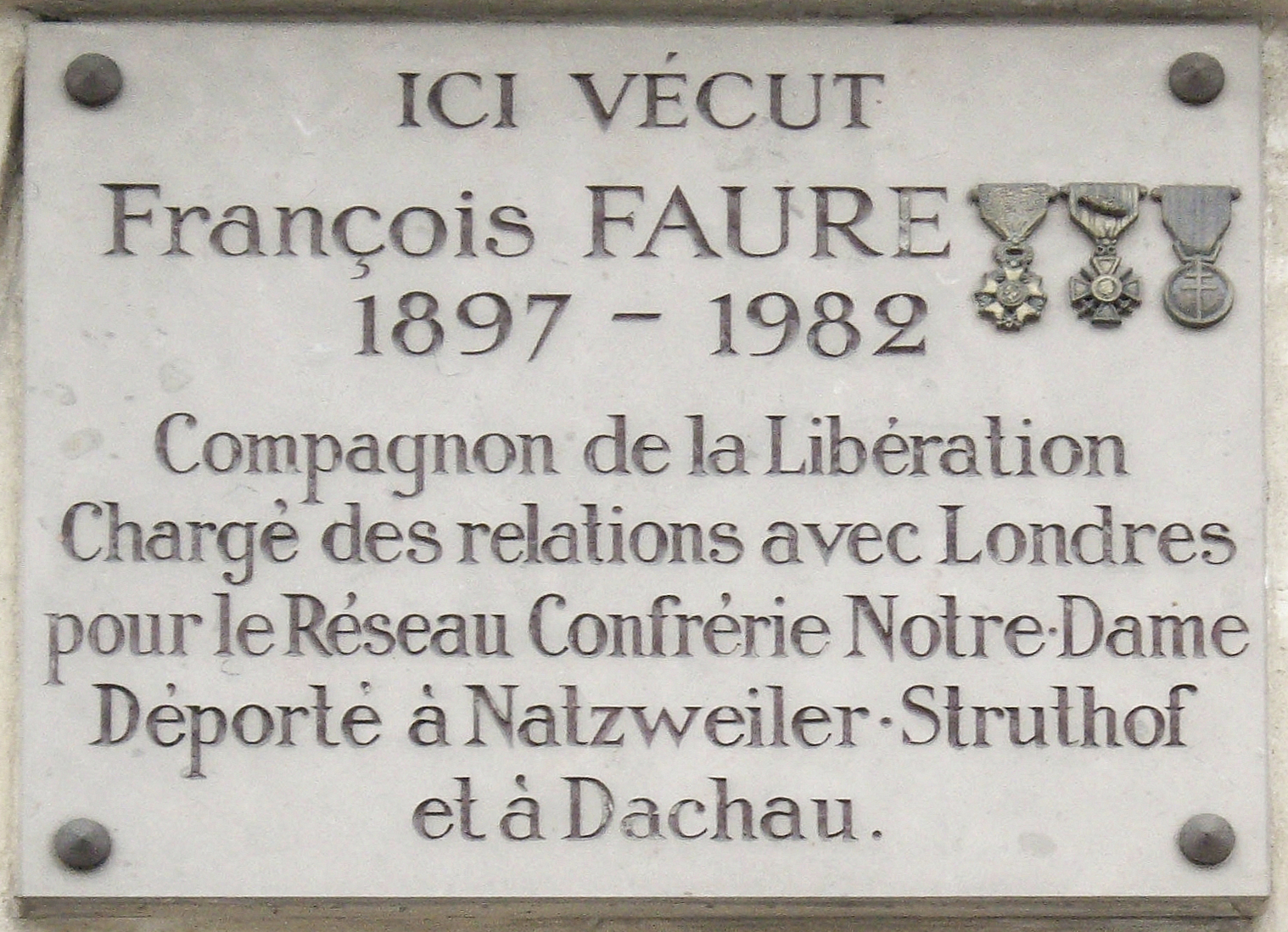
Gedenktafel für François Faure am Haus 167 Boulevard Saint-Germain in Paris

Faure kam als ältestes Kind des Arztes, Schriftstellers und Kunsthistorikers Élie Faure und dessen Ehefrau Suzanne, geb. Gilard, im 6. Arrondissement von Paris zur Welt. Er hatte drei Geschwister: Élisabeth (geb. 1898), Jean-Pierre (1900–1991) und Marie-Zéline (geb. 1904). Nach dem Abitur meldete er sich am Tag seines 18. Geburtstags im Februar 1915 zur Armee.
Während des Ersten Weltkriegs diente er zunächst bei der Artillerie coloniale, später in Frankreich selbst und kämpfte 1919 auf polnischer Seite im Polnisch-Sowjetischen Krieg. Bei Kriegsende hatte er den Dienstgrad Aspirant (etwa: Fähnrich) und wurde mit dem Croix de guerre ausgezeichnet. Anschließend wurde er Mitglied des Verwaltungsrats einer auf Schuleinrichtungen spezialisierten Firma.
Im August 1939 wurde er als Reserveoffizier dem 505. Panzerregiment in Vannes zugeteilt. Am Zweiten Weltkrieg nahm er im 14. Panzerbataillon teil und wurde 1940 zum Lieutenant-colonel (etwa: Oberstleutnant) befördert. Nach mehreren Tagen heftiger Kämpfe wurde er am 22. Mai 1940 in Wassigny von deutschen Truppen gefangen genommen und im Offizierslager IV-D bei Hoyerswerda inhaftiert. Mitte Juni 1940 hörte er dort vom über die BBC verbreiteten Aufruf Charles de Gaulles („Appell vom 18. Juni“), den Kampf gegen Deutschland fortzusetzen. Im November jenes Jahres gelang Faure, der eine schwere Krankheit vortäuschen konnte, die Flucht aus dem Lager und die Rückkehr über die Schweiz nach Frankreich.
Anfang 1941 nahm er in Paris Kontakt zu Gruppen der Résistance um Maurice Ripoche und Alfred Heurtaux auf. Faure begann, Informationen nach Großbritannien zu übermitteln und versorgte britische Piloten mit falschen Papieren für deren Rückkehr dorthin. Im Oktober 1941 stieß er zur Widerstandsgruppe Confrérie Notre-Dame (CND) und wurde, unter dem Tarnnamen Paco, bald Stellvertreter ihres Leiters Gilbert Renault alias Colonel Rémy. Aufgabe der CND war unter anderem, Informationen über Schiffsbewegungen der deutschen Besatzer in den französischen Häfen nach England zu senden.
Im Februar und März 1942 war Paco, da Rémy nach London gereist war, vorübergehend Leiter der Organisation. Er traf sich mit Funktionären der im Untergrund arbeitenden Kommunistischen Partei (PCF), die ihn baten, de Gaulle ihr Angebot zur Zusammenarbeit zu überbringen. Daher brach er am 27. März mit einem Flugzeug des Typs Westland Lysander selbst heimlich nach London auf. Es gelang ihm, de Gaulle die Botschaft zu überbringen und dessen Einverständnis zu erhalten. Am 25. April 1942 kehrte Faure nach Frankreich zurück; nach einem missglückten Versuch, mit dem Fallschirm abzuspringen, wurde er mit einer Lysander bei Saint-Saëns in der Haute-Normandie abgesetzt.
In Saint-Saëns hatte die Firma Entreprises Jacques Steeg, für die er arbeitete, eine Fabrik. Im Ort hatte Faure eine Widerstandsgruppe gegründet, die von einem Werksangestellten geleitet wurde. In den folgenden beiden Wochen traf sich Faure mit Vertretern der PCF und Widerstandskämpfern wie Georges Beaufils und Alfred Touny. Am 15. Mai 1942 wurde er bei einem Treffen mit zwei bretonischen Widerstandskämpfern in Paris vom Sicherheitsdienst des Reichsführers SS (SD) beobachtet und verhaftet. 14 Monate lang wurde er in Fresnes gefangengehalten und am 9. Juli 1943 in das Konzentrationslager Natzweiler-Struthof im Elsass geschafft. In Anbetracht der näher rückenden Front verlegte man ihn am 4. September 1944 in das Konzentrationslager Dachau. Am 29. April 1945 wurde er dort befreit und kehrte am 15. Mai jenes Jahres nach Paris zurück.
Faure wurde dort Delegierter der Assemblée consultative provisoire. Er nahm seine Tätigkeit in der Möbelindustrie wieder auf, bis er 1963 in den Ruhestand ging.
Nach dem Krieg gründete Faure 1950 die Amicale des Déportés et Familles de Disparus de Natzweiler-Struthof et ses Kommandos (Freundeskreis der Deportierten und Familien der Opfer von Natzweiler-Struthof und seiner Kommandos). Er erhielt zahlreiche Auszeichnungen, darunter die Kriegskreuze Polens und Litauens, und wurde zum Offizier der Ehrenlegion und zum Compagnon de la Libération ernannt.